# Tweehuizige zegge
De tweehuizige zegge (Carex dioica) is een vaste plant, die behoort tot de cypergrassenfamilie (Cyperaceae). 
De soort staat op de Nederlandse Rode lijst van planten als zeer zeldzaam en zeer sterk afgenomen. De plant komt van nature voor van Midden-Europa tot in West-Azië. In Nederland komt de plant voor in Drenthe. Het aantal chromosomen is 2n = 52.
De plant wordt 5-30 cm hoog en vormt korte wortelstokken. De minder dan 1 mm brede, bladeren lopen taps toe of hebben een afgeplatte punt. Het onderste deel van het blad is ingerold. Zoals de naam al aangeeft zijn er vrouwelijk bloeiende en mannelijk bloeiende planten.
De tweehuizige zegge bloeit in mei. De bloeiwijze is een aar. De vrouwelijke aar is 1 cm lang en de mannelijke aar is ongeveer 1,5 cm lang. De vliezige, roodbruine kafjes van de vrouwelijke bloemen glimmen en zijn breed en scherp. De kafjes van de mannelijke bloemen zijn iets lichter van kleur. De kafjes blijven lang zitten. Het duidelijk generfde, dofbruine urntje is 3-4 mm lang en 1,5 mm breed en heeft een korte, fijn getande snavel. Het rijpe urntje staat horizontaal. Het urntje is een soort schutblaadje dat geheel om de vrucht zit. De vrouwelijke bloem heeft twee stempels.
De vrucht is een lensvormig nootje.
De plant komt voor op natte, voedselarme, zwak zure grond in blauwgraslanden en moeras.

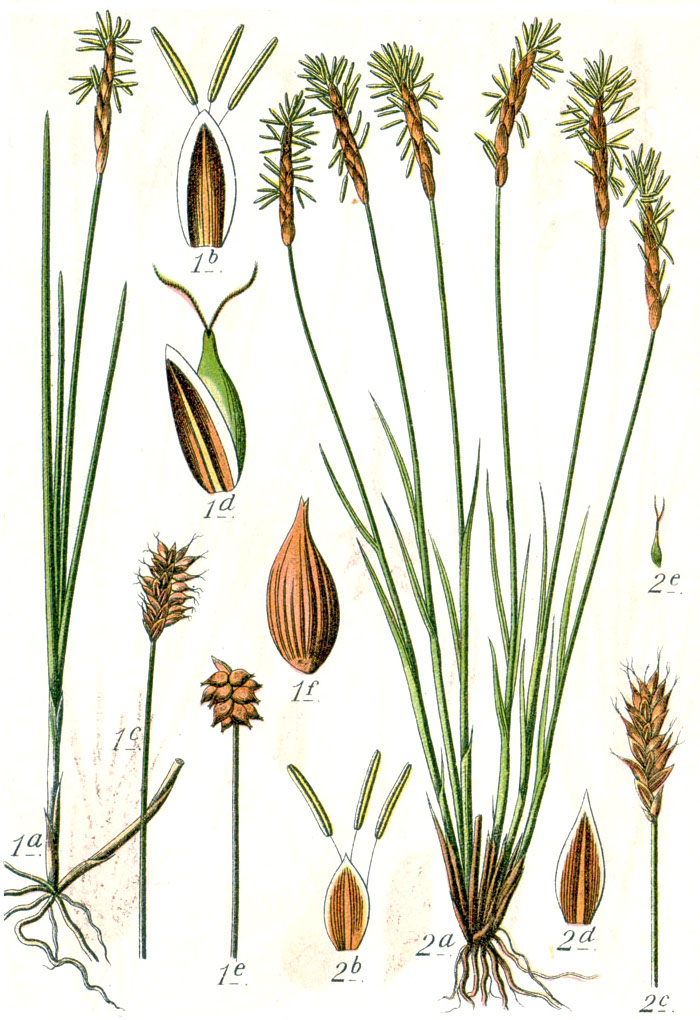
1 = Tweehuizige zegge
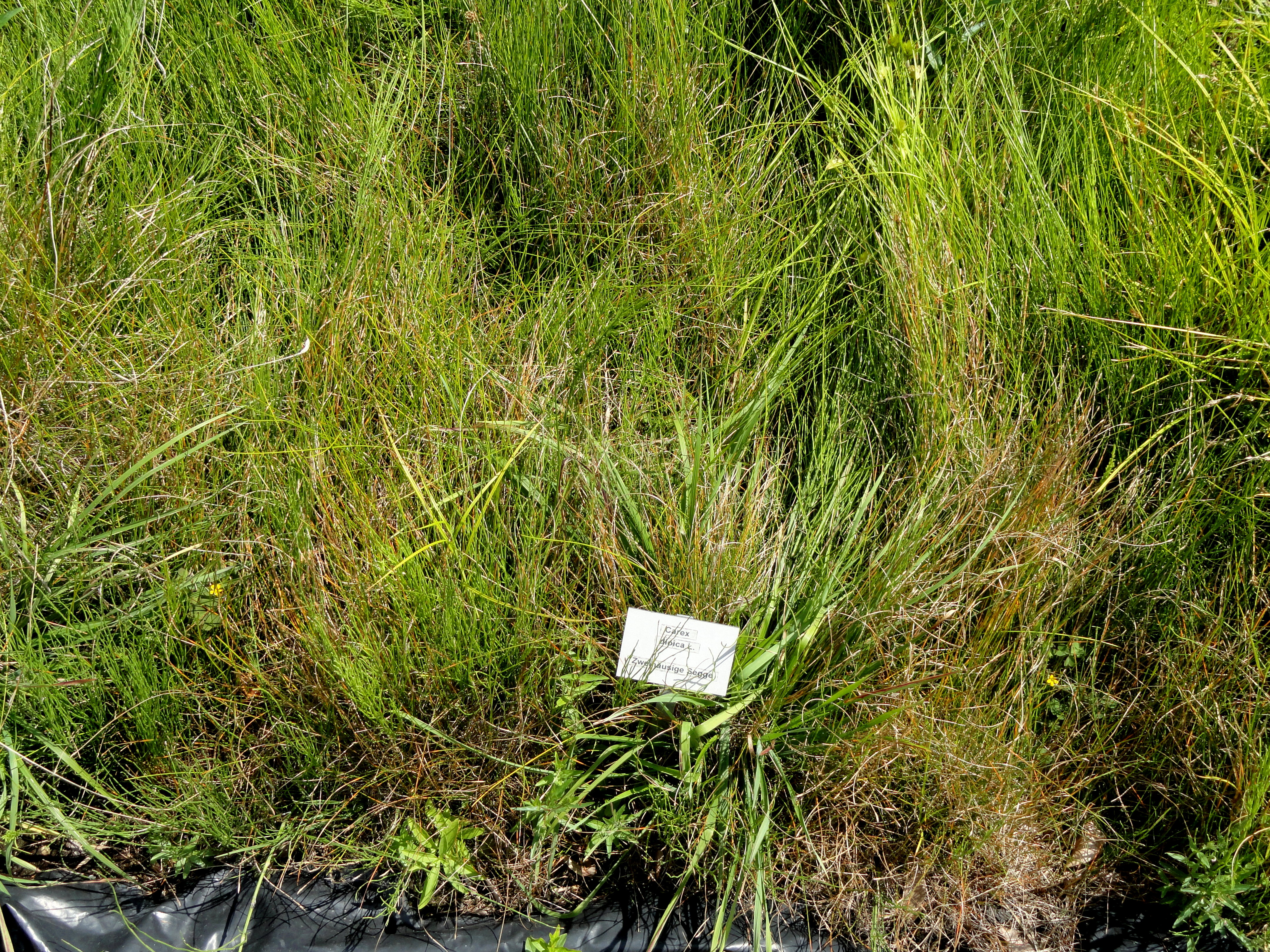
Plant
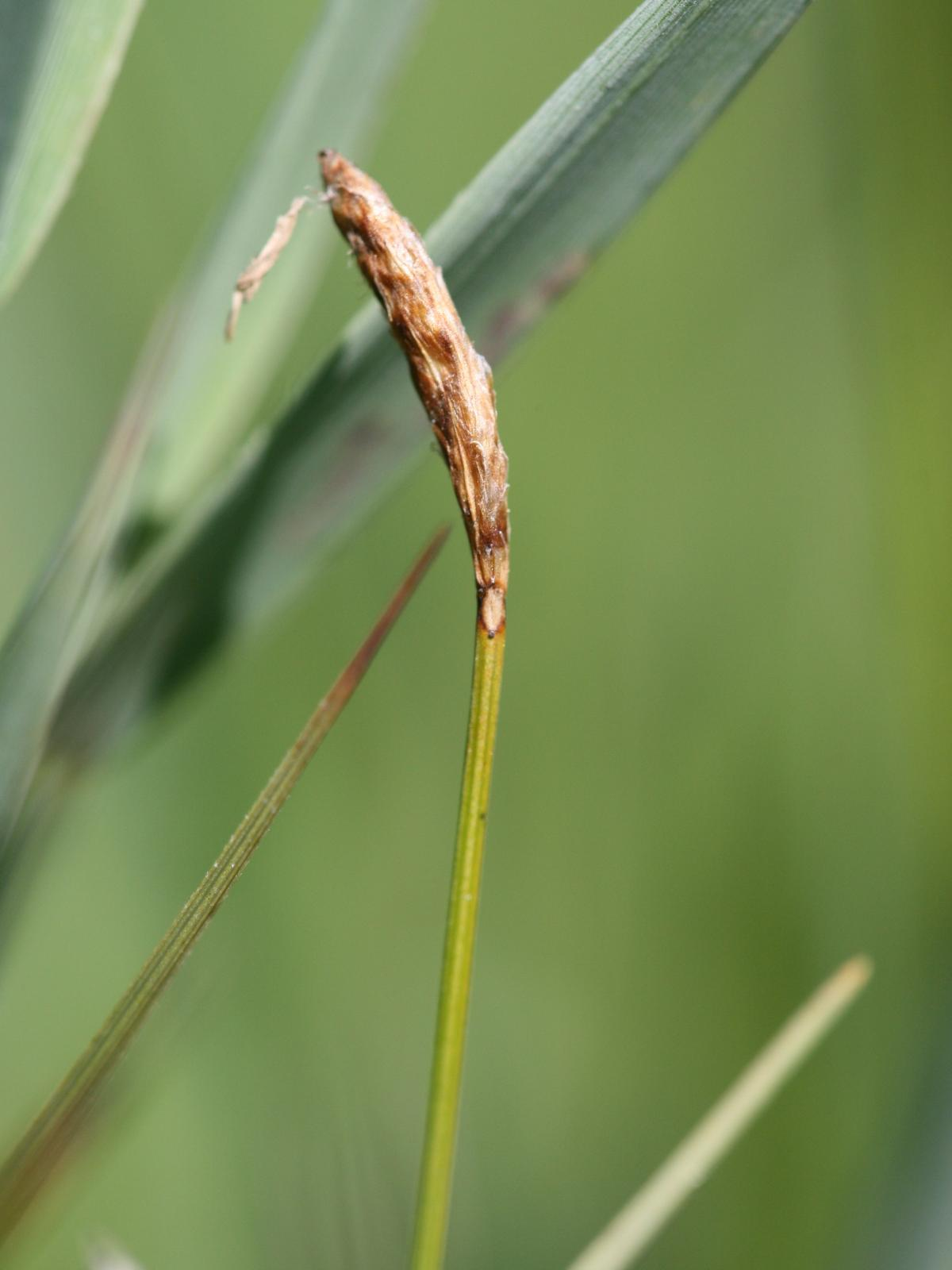
Mannelijke aar

## Namen in andere talen
De namen in andere talen kunnen vaak eenvoudig worden opgezocht met de interwiki-links.
- Duits: Zweihäusige Segge
- Engels: Dioecious Sedge
- Frans: Laîche dioïque